# Almas Baketajew
Almas Kuschbekowitsch Baketajew (kirgisisch Алмаз Кушбекович Бакетаев; * 20. Januar 1971 in Talas) ist ein kirgisischer Politiker und seit dem 13. Oktober 2021 Finanzminister seines Heimatlandes.

## Leben
Er schloss 1993 sein Studium an der kirgisischen technischen Universität in Bischkek ab. Bis 1997 studierte Baketajew Finanz- und Kreditwissenschaften an der kirgisischen Staatlichen Universität. 1996 nahm Baketajew seinen ersten Beruf im Finanzministerium ein; er wurde Inspektor der Steuereintreibung im Bischkeker Rajon Swerdlow. 1996 wurde Baketajew zunächst führender, dann oberster Spezialist in der internen Revisionsabteilung des Finanzministeriums. 2002 wechselte er die Abteilung und verwaltete nun die Zentralkasse, ehe er 2005 die Leitung der Filiale des Finanzministeriums im Oblus Tschüi übernahm. Noch im selben Jahr wechselte er die Filiale und wurde Leiter in Bischkek. Nach einem kurzen Intermezzo als Leiter des Rajons Lenin nahm Baketajew verschiedene höhere Positionen in verschiedenen Abteilungen des Finanzministeriums ein. Von 2013 bis 2018 war er stellvertretender Finanzminister sowie Leiter der Zentralkasse. Von 2018 bis 2021 war er stellvertretender Bürgermeister Bischkeks, ehe Baketajew am 13. Oktober 2021 zum Finanzminister der kirgisischen Republik befördert wurde.